# Det perfekte kup
Det perfekte kup er en dansk action-komediefilm fra 2008. Filmen er instrueret af Dennis Holck Petersen og manuskriptet er af Frederik Meldal Nørgaard.
Filmen fik en begrænset premiere i 2008 i biograferne Øst for Paradis i Århus, Café Biografen i Odense, Kom-Bi i Hornslet og Nicolai Biograf og Café i Kolding. I 2009 havde den officiel verdenspremiere på filmfestivallen CPH:PIX, hvor den blev vist i sideprogrammet New Danish Talents.

## Handling
Sonny, Patrik og Richael drømmer om at gennemføre den perfekte forbrydelse, men har hverken haft heldet eller evnerne. Da et bankrøveri går galt og de må tilbringe natten sammen i en fællescelle, bruger de tiden på at planlægge det perfekte kup.

## Medvirkende
| Skuespiller              | Rolle                    |
| ------------------------ | ------------------------ |
| Frederik Meldal Nørgaard | Sonny                    |
| Henrik Vestergaard       | Patrik                   |
| Anders Brink Madsen      | Richael                  |
| Tommy Kenter             | Kriminalinspektør Jansen |
| Camilla Bendix           | Hanne                    |
| Olaf Nielsen             | Bankfunktionær           |
| Ole Thestrup             | Fængselsbetjent Hansen   |
| Robert Hansen            | Steen                    |
| Thomas Biehl             | Betjent                  |
| Mads Koudal              | Madbøsse                 |
| Steffen Nielsen          | Madbøsse                 |